# Hans Jacob Albrecht Meyer
Hans Jacob Albrecht Meyer (* 28. September 1794 in Lübeck; † 9. August 1877 ebenda) war ein deutscher Schiffszimmermeister.

## Leben und Wirken

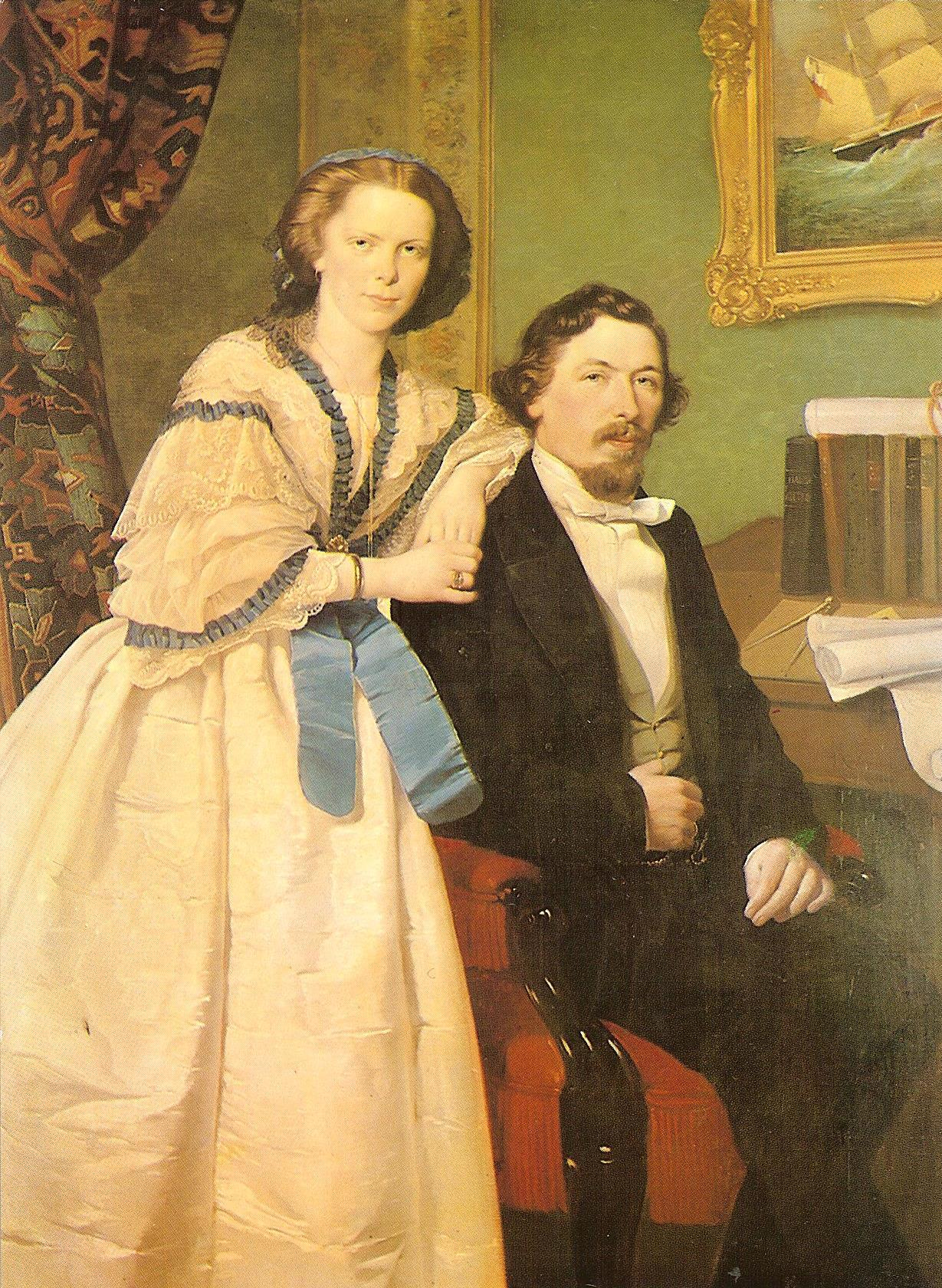
Adolph Diedrich Kindermann: Schiffszimmermeister Meyer und seine Frau (1860), Sammlung Behnhaus

Hans Jacob Albrecht Meyer war ein Sohn des Schiffszimmermeisters Johann Hinrich Meyer und dessen erster Ehefrau Anna Elsabe, geborene Franck. Welche Schule er besuchte und welchen Beruf er erlernte, ist nicht bekannt. Einzelnen Quellen ist zu entnehmen, dass er „in der Fremde“ erlernt habe, Schiffe gemäß Rissen anzufertigen. Ggf. hatte er den Schiffbau zuvor in der Werkstatt seines Vaters gelernt.
1817 erstellte Meyer erstmals eine eigene Risszeichnung. Nach dieser Vorlage entstand in der Werkstatt seines Vaters die Galeass „Die Erndte“ mit einer Tragfähigkeit von 51 Commerzlasten à 3 t. Sein Meisterstück schuf er mit der „Concordia“, die 46 Commerzlasten tragen konnte und 1823 im Auftrag von Joachim David Wohlers in Lübeck vom Stapel lief. Danach baute Meyer regelmäßig Schiffe auf der Lübecker Lastadie.
Im November 1825 nennen Quellen Meyer erstmals als Lübecker Bürger. 1840 wählten ihn die Mitglieder des Schiffszimmereramtes zum Ältermann, womit er auf seinen Vater folgte.

Gauthiod vor Travemünde

Im selben Jahr stellte er den ersten See-Dampfer fertig, der in Lübeck gebaut wurde. Es handelte sich um einen als 2-Mast-Topsegel-Schoner getakelten hölzernen Raddampfer im Auftrag der Spartenreederei Schön & Co. aus Stockholm. Das Schiff mit dem Namen „Gauthiod“ konnte 159 Commerzlasten tragen und segelte im September 1840 nach Nyköping. Hier erhielt es zwei 70 PS starke Dampfmaschinen. Das Schiff fuhr unter Kapitän Pehr Gustaf Nylén auf der Strecke Stockholm – Kalmar – Ystad – Lübeck regelmäßig den Lübecker Hafen an und verkehrte gesichert bis in das Jahr 1861.
Im Jahr 1846 reiste Meyer nach England, Schottland, Irland und Frankreich und studierte dort den Schiffbau. Im Folgejahr zimmerte er den 3-Mast-Topsegel-Schoner „Thames“ mit einer Tragfähigkeit von 132 Commerzlasten. Das für den Hamburger Reeder Robert Miles Sloman gebaute Schiff hatte ursprünglich „Thames of London“ heißen sollen. Meyer beschäftigte hierfür zeitweilig 170 bis 180 Personen und stellte den Bau im Mai 1847 fertig. Sloman orderte bei Meyer insgesamt zwölf Schiffe, von denen die „Thames“ das bedeutendste war. Es handelte sich um das erste Schiff, das für eine deutsche Reederei über den Nordatlantik fahren sollte. Die Dampfmaschinen erhielt die „Thames“ später in London. Sloman verkaufte das Schiff 1862 nach England. Als letztes hervorzuhebendes, in Lübeck gefertigtes Holzschiff baute Meyer 1857 die Fregatte „Palmerston“. Das Schiff im Auftrag der Reederei Sinley Cambell & Co. konnte 671 Commerzlasten tragen. Es handelte sich um das größte hölzerne Seeschiff, das jemals in Lübeck vom Stapel lief.
Von 1823 bis 1880 baute Meyer nachweislich 87 neue Schiffe, darunter drei Dampfschiffe. Außerdem vergrößerte er vier weitere. Für den Zeitraum von 1867 bis einschließlich 1878 existieren keine Nachweise für Neubauten. Nach seinem Tod erwarb Henry Koch das Unternehmen und stellte den Betrieb ein, da er hölzerne Seeschiffe für veraltet hielt. Der Literatur ist zu entnehmen, dass 1879 und 1880 Neubauten Meyers abgeschlossen wurden. Wer diese Ausführungen leitete, ist bis heute nicht eindeutig geklärt. Naheliegend wäre, dass sein Sohn Jacob M. diese vollendete.
Meyer arbeitete in einer Zeit, in der sich die auf Rissen basierende Arbeit in Werften etablierte. Er verfügte über aktuelle Kenntnisse im Anfertigen solcher Zeichnungen und der entsprechenden technischen Ausführung. Er brachte technologische Neuerungen im Schiffbau nach Lübeck und war dort der wichtigste Schiffbauer des 19. Jahrhunderts.

## Familie
Meyer heiratete am 28. Juni 1827 Anna Catharina Elisabeth Schrein (* 14. Februar 1807 in Lübeck), deren Vater der Schiffer Carl Friedrich Schrein war. Aus der später geschiedenen Ehe gingen drei Töchter und zwei Söhne hervor. Zwei Töchter und ein Sohn starben als Kinder. Der Sohn Jacob (* 22. Juli 1832 in Lübeck; † 19. November 1910 ebenda) arbeitete als Schiffszimmermeister, Sachverständiger für Schiffe und Schiffsgeräte und Konsul der Vereinigten Staaten von Amerika.